# Гуцисько (Люблінське воєводство)
Гуцисько (пол. Hucisko) — село в Польщі, у гміні Краснобруд Замойського повіту Люблінського воєводства.
Населення — 146 осіб (2011).
У 1975-1998 роках село належало до Замойського воєводства.

## Демографія
Демографічна структура станом на 31 березня 2011 року:
|          | Загалом | Допрацездатний вік | Працездатний вік | Постпрацездатний вік |
| -------- | ------- | ------------------ | ---------------- | -------------------- |
| Чоловіки | 71      | 18                 | 42               | 11                   |
| Жінки    | 75      | 19                 | 34               | 22                   |
| Разом    | 146     | 37                 | 76               | 33                   |